# Stefan Meissner
Stefan Meissner (Bad Harzburg, 1973. március 8. –) német labdarúgócsatár, edző.